# Ley del contraste simultáneo de los colores
La ley del contraste simultáneo de los colores (en francés: loi du contraste simultané des couleurs) es una característica de la percepción humana del color establecida en 1839 por el químico francés Michel-Eugène Chevreul:
| El tono de dos piezas de color parece más diferente cuando se observan yuxtapuestos que cuando se observan separadamente, sobre un fondo neutro común. |

Las piezas deben ser de un tamaño suficiente para ser percibidas en su totalidad, y no ocupar una parte demasiado importante del espacio visual. Si las piezas difieren en luminosidad, la yuxtaposición aumenta la percepción de la diferencia de luminosidad; si las piezas difieren por el tono, se magnifica la diferencia de tono. Ambos efectos pueden ocurrir simultáneamente.
Los artistas ya habían señalado desde hacía tiempo y utilizado los efectos del contraste. Chevreul enunció la ley en términos generales, después de haberla comprobado mediante una serie de experiencias sistemáticas y un razonamiento basado en una composición de las luces aritmética.

## Método
Chevreul presentó sus investigaciones en un libro titulado De la loi du contraste simultané des couleurs et de l'assortiment des objets colorés [De la ley del contraste simultáneo de los colores y objetos coloreados].
El efecto de ese contraste ya era conocido por los artistas; Leonardo da Vinci ya lo había señalado en relación con los colores complementarios, Castel, a quien Chevreul había estudiado y criticado su obra, había señalado el pasaje, y más recientemente, Goethe lo había mencionado en su Traité des couleurs [Tratado de colores].
Chevreul, autor de dos libros de química, reivindicó, en un ámbito regido por el gusto en lugar de por la ciencia, un trabajo. 

tout aussi expérimental et positif que les deux précédents (tan experimental y positivo como los dos anteriores)

Formulando algunas hipótesis, luego imaginó varios experimentos para ponerlas a prueba. Después de haber concebido la idea de que la visión del color de un objeto dependía de los objetos contiguos, imaginó una serie de experimentos que prefiguran los experimentos de la psicología experimental, simplificando los estímulos y las respuestas de los sujetos. Cortó las hojas de papel de colores y presentó las muestras en condiciones bien específicas.

## Leyes de contraste simultáneo
| Se ven dos colores yuxtapuestos más diferente que cuando se ve separadamente. |

### Contraste de luminosidad
Una superficie de luminosidad media aparece más oscura sobre un fondo claro y más clara contra un fondo oscuro.
Los dos cuadrados, uno encima del otro, en la zona de la derecha tienen la misma luminancia,
 y aparecen tan claros uno y otro, ya que se ven sobre el mismo fondo claro.
 El pequeño cuadrado oscuro adyacente en la parte inferior derecha parece casi tan oscuro como la gran pieza de la izquierda, 
pero tiene la misma luminancia que el pequeño cuadrado del centro del gran cuadrado de la izquierda,
  que parece mucho más claro, ya que está en un fondo sombreado.
La diferencia es más sensible a la unión entre las piezas de color, lo que hace que si la pieza tiene una cierta extensión, el efecto puede jugar de manera diferente con la misma pieza de color en otro entorno.
El contraste simultáneo de claridad es la causa de la «ilusión de Chevreul», también conocida como las bandas de Mach, que concierne al límite entre las piezas luminosidad diferente.

### Contraste de tono
En contacto con una pieza de color de diferente tonalidad, pero de luminosidad tan igual como sea posible, un color cambia de tono para distanciarse de aquel del que está yuxtapuesto.
Ejemplo con rojo y naranja: si, manteniendo como referencia los dos colores aislados
sobre un fondo neutro, se yuxtapone un rojo y un naranja, el rojo de la pieza en contacto tira hacia el púrpura,
 mientras que el naranja tira al amarillo. Sólo hay dos colores sobre el fondo gris.
Un color puede ser analizado como la adición de un tono (color puro) y una cierta cantidad de blanco.
La modificación del tono de la pieza de color es equivalente a la adición de una cierta cantidad de tono (color puro) del color complementario yuxtapuesto.
Ejemplo: el color complementario del naranja, un azul, añadido al rojo, le hace virar hacia los púrpuras o violetas.
Si los colores yuxtapuestos son complementarios, no pudiendo ser más opuestos, su saturación o su intensidad luminosa aparente aumenta. De hecho, la adición de una cierta cantidad del tono puro del color complementario del yuxtapuesto viene a añadir una parte de su propio tono puro.
El efecto es máximo cuando el contraste de luminancia es mínimo. El papel del movimiento del ojo es importante, ya que se provoca un contraste sucesivo de colores que refresca el contraste simultáneo.

### Combinación de tono y de claridad
Cuando los dos contrastes se combinan, el efecto es máximo.
Los dos cuadrados pequeños son en realidad los extremos de una banda de color,
 cubierta en el medio por las rayas horizontales. Dispositivo de Albers, 2013, p. IV.1.

### Generalización

Contraste de tamaño. Las líneas del par corto son iguales, como las del par largo.

Si Chevreul dio una ley cuyo alcance se limita al color, es porque su método experimental le impidió dar explicaciones sobre las causas; pero señaló, como conclusión, que era una ley general:

Dos objetos diferentes, colocados uno al lado del otro, aparecen por comparación más diferentes de lo que realmente son.
deux objets différents, placés l'un à côté de l'autre, paraissent par la comparaison plus différents qu'ils ne le sont réellement (§ 993).

No habiendo diseñado y puesto en práctica experiencias capaces de probar este punto, esto conservaba un carácter filosófico. Pero hay otra ilustración en una ilusión óptica, o más bien, de error de percepción, en una loi du contraste de grandeur (§ 965), que muestra que la percepción del tamaño de un objeto dependía de los objetos cercanos. Esta constatación, también hecha por otros, especialmente en relación con la ilusión lunar, llevó a Chevreul a preguntarse si no sería una ley cognitiva general.
Si se confirmase que la ley de contraste era una ley general de la mente humana, era necesario examinar sus efectos en los más diversos campos. Chevreul tiene la intención, desde 1839 en De la loi du contraste, de estudiar el efecto sobre la visión, el oído, el olfato, el gusto, y más tarde, analizar la posibilidad de que, en las ciencias morales y políticas (hoy llamadas ciencias humanas), el efecto de la ley de contraste llevase a sobreestimar lo que cambia, y descuidar lo que se mantiene sin cambios, y a exagerar las diferencias en detrimento de lo que es común. Las concepciones de Chevreul sin embargo, no ganaron el apoyo de sus compañeros académicos en su tiempo, y no volverán a Francia más que a través de algunos estudios más sistemáticos y más generales de la psicología de la forma, en el siglo siguiente.

## Conclusiones y posteridad
Las conclusiones de Chevreul no han sido nunca impugnadas hasta la fecha, aunque relativamente pocos estudios han intentado una evaluación cuantitativa de estos fenómenos.
El contraste simultáneo es parte de los efectos de «inducción cromática».
El contraste de claridad se exploró más adelante por Ernst Mach, que probablemente no conocía la obra de Chevreul. Mach dio un modelo para explicar el efecto del contraste local, más tarde llamado bandas de Mach.

### Interpretaciones
El libro de Chevreul, que era largo, minucioso y detallado, y que informaba de los ejemplos útiles solamente en las páginas finales, será poco leído, y será rápidamente inencontrable; pero fue, durante muchos años, un curso sobre los colores de acceso libre del que se hablará. La interpretación particular de Charles Blanc será más divulgada.(Roque, 2009, p. 266-282)
Los pintores retienen el tono local: el color inherente de un objeto. Este tono local, según Chevreul, no existe en sí mismo, sino que es dependiente del color de los objetos circundantes. Así, cualquier color percibido llama a su complementario para existir. El ojo tiende a llamar al color que falta, el complementario, para formar un equilibrio neutro en el cerebro.
Reivindicándose seguidores de Chevreul en sus textos, los artistas neoimpresionistas querrán, sin reparar en el hecho de que Chevreul indicaba que el contraste simultáneo sólo se producía cuando la superficie de las áreas coloreadas fuese suficiente, basar su producción en el hallazgo de que cuando las áreas de color son pequeñas, el ojo aproxima los colores uno al otro, en un fenómeno de asimilación.
Ejemplo de contraste y de asimilación: superpónganse dos hojas de papel tintado, una azul y otra roja. 
- Puestas por separado sobre papel gris, servirán como referencia.
- Dos rectángulos suficientemente grandes yuxtapuestos sobre el mismo fondo dan un azul y un rojo más diferentes.
- Dos rectángulos pequeños dan un azul y un rojo más cercanos.
- Un mosaico de puntos de tamaño imperceptible de estos colores da un púrpura.

Este principio fue utilizado sobre todo por los impresionistas y puntillistas. También inspiró a Robert Delaunay. En lugar de utilizar un verde mezclado en la paleta (mezcla mecánica), aplicaban a la tela un toque de amarillo yuxtapuesto con un toque de azul, de manera que el color se mezclaba por simple percepción: de ahí el término mezcla óptica.
Este descubrimiento es ampliamente utilizado en las pantallas de televisión y monitores de ordenador. Las superficies coloreadas son descompuestas en un mosaico de puntos de sólo tres colores, llamados colores primarios, y forman todos los colores intermedios. En los procesos de reproducción fotomecánica (serigrafía, impresión ...), las imágenes se dividen siguiendo las tramas de colores separados de marcos (tres colores primarios + negro = cuatricromía), que se superponen parcialmente y se funden en el ojo el espectador.
Josef Albers propone en su libro La interacción de los colores una serie de experiencias a realizar con recortes de papel que muestran la magnitud de los fenómenos de contraste simultáneo y cómo la aplicación de las leyes de la colorimetría, que los excluyen de hecho de su dispositivo experimental, puede inducir a error a los practicantes que buscan allí una guía.